# Кнежевина Кастриоти
Кнежевина Кастриоти (алб. Principata e Kastriotit) је била једна од албанских кнежевина током касног средњег века. Основао ју је Павле Кастриотић који је њоме владао до 1407. године, након чега је његов син Иван I Кастриотић владао до своје смрти 1437. године, а потом је владао Ђурађ Кастриотић, познатији као Скендербег.

## Рана историја
Иван Кастриотић је у почетку владао над два мала села. За кратко време успео је да прошири своју територију и постао најмоћнији владар у централној Албанији. Оженио се са Војиславом Трибалдом са којом је имао петоро кћерки, Мару, Јелу, Анђелину, Влајку и Мамицу и 4 сина, Репоша, Станишу, Костандина и Ђурађа (који би касније постао познат као Скендербег). Иван се противио Османлијском султану Бајазиту I. али је његов отпор био неуспешан. Морао је да плаћа порез султану и да пошаље своја 3 сина Султанском двору као таоце. Након што је прешао у ислам, Скендербег је ишао у војну школу у Једрењу и водио је многе успешне борбе за Османско царство и тиме добио титулу Arnavutlu İskender Bey.

## Успон Скендербега
Скендербег се увек издвајао као један од најбољих војсковођа у многим османским освајањима у Малој Азији и Европи, па је од стране султана био проглашен генералом. Борио се против Мађара и Грка, а неки извори кажу да је имао тајне везе са Дубровачком и Млетачком републиком и владарима Мађарске и Напуља. Султан Мурат II му је дао титулу Валије. Након Битке код Ниша Скендербег је 28. новембра 1443. године направио побуну против Османлија заједно са око 300 војника који су до тада били у османској војсци. Након дугог путовања ка Албанији, преузео је власт над Кројом тако што је лажирао писмо од султана упућено тадашњем владару Кроје, давајући му власт над том територијом. Скендербег се након тога одрекао ислама и прогласио себе осветником своје породице и државе. Користио је заставу са двоглавим орлом, инспирисана многим прошлим заставама које су користиле тај симбол, наиме застава Византијског царства, Скендербегова застава је касније постала албанска застава. Бивши гувернер Кроје је био убијен на путу ка Једрењу од стране Скендербега. Скендербег се онда оженио са Доником која је била кћерка његовог савезника Ђорђа Аријанита Коминовића.

## Љешка лига
Након преузимања власти над Кројом, Скендербег је у Љешу успео да окупи све албанске кнезове и са њиховом подршком су грађена многа утврђења и направљене су јаке наоружане снаге што је натерало Османлије да расподеле своју војску, чинећи је подложном нападу од стране Албанаца који су користили тактику брзог напада и повлачења пре него што би противник могао да узврати. Успео је чак и да оснује Љешку лигу, федерацију свих албанских кнежевина. Главни чланови лиге су били чланови породица Кастриоти, Балшић, Црнојевић итд. Од 1443. до 1468. Скендербегова војска је победила многе борне против бројнијих и боље наоружаних Османлија. Имао је подршку Мађарске, Напуља и Млетачке републике који су Османско царство видели као огромну претњу. Касније Љешка лига и Скендербегова војска престају да функционишу као на почетку и само језгро савеза, предвођена Скендербегом, наставља борбу против Османлија. 
Прва битнија победа над Османлијама од стране Скендербегове војске је била Битка код Торвиола. Скендербегова победа је била хваљена од стране целе Европе што је допринело његовом великом угледу. 
14. маја 1450. Османска војска, већа од било које претходне која се борила против Скендербега, напала је Дворац Кроја. Та борба је трајала 4 месеци, умрло је око 1 000 албанаца и 20 000 Османлија. Не успевши да освоји град и немајући другог избора, Османска војска је одлучила да се повуче пре зиме. Пре тога, током јуна 1446, Мехмед II је упутио војску од 150 000 људи ка Кроји, али је тај напад исто био неуспешан. Борба против Османлија се наставила и након Скендербегове смрти 1468. Сукоби, предвођени Леком Дукађином, трајали су све до 1481. када су албанске територије биле приморане да се предају Османском царству. 